# Fulk al Salamah
Фульк-аль-Саламах — десантный амфибийный корабль на вооружении ВМС Омана. Построен в 1987 году на германской верфи Bremer Vulkan. Судно может транспортировать 240 человек десанта, но в настоящее время в строю как королевская яхта. По сути является кораблем поддержки флотилии яхт султана (Omani Royal Yacht Squadron), часто сопровождает яхту Al Said. Кроме того на корабле оборудованы апартаменты для размещения гостей. Интересна так же тем, что имеет в кормовой части площадку для вертолета и ангар.